# Кастања (Изернија)
Кастања (итал. Castagna) је насеље у Италији у округу Изернија, региону Молизе.
Према процени из 2011. у насељу је живело 85 становника. Насеље се налази на надморској висини од 417 м.